# Пјана дела Катена
Пјана дела Катена је насеље у Италији у округу Сиракуза, региону Сицилија.
Према процени из 2011. у насељу је живело 17 становника. Насеље се налази на надморској висини од 132 м.